# Центр современного искусства (Аддис-Абеба)
Центр современного искусства ZCAC (англ. Zoma Contemporary Art Center, ZCAC Addis Ababa) — культурный центр и художественный музей, основанный в 2002 году; располагает двумя площадками — основной, в эфиопском городе Аддис-Абеба, и дополнительной, в деревне народности Харла, рядом с городом Дыре-Дауа; был назван в честь эфиопского художника по имени Зома, умершего от рака в 1979 году. Центр специализируется на современном африканском искусстве и проектах экологической тематики.

## История и описание
Концепция центра современного искусства ZCAC была впервые представлена широкой публике в 2002 году — во время презентации проекта «Giziawi #1», ставшего первым художественным событием в центре. Художественный центр был назван в честь художника Зомы Шифферау (Zoma Shifferaw) — молодого эфиопского автора, который умер от рака в 1979 году. По состоянию на 2019 года ZCAC управлял двумя основными помещения в двух крупных городах Эфиопии: «ZCAC Addis Ababa» находился в здании в Аддис-Абебе, построенном художником и архитектором Элиасом Симе (Elias Sime); а «ZCAC Harla DireDawa» располагался в деревне Харле, небольшом поселению к востоку от города Дыре-Дауа. ZCAC управляется как коммуна, пытаясь вовлечь окружающее сообщество в свою деятельность.
Строительство ZCAC началось в 2002 году: Симе понадобилось около семи лет, чтобы построить необычное здание из глины и соломы — благодаря персональной выставке архитектора «Eye of the Needle, Eye of the Heart», проходившей в 2009 в Музее искусств Санта-Моники (сегодня — Institute of Contemporary Art, Los Angeles; ICA LA), здание и его автор привлекли внимание мировых СМИ, включая New York Times. Архитектурная смесь «древней техники и экстатического воображения» стала местом размещения офиса ZCAC; помимо административных помещений здесь разместился и выставочный зал; затем в здании появились и студии для художников. В 2014 году New York Times включил ZCAC в городе Аддис-Абеба в список 52 интересных мест для посещения. Ещё в начале 2006 года в помещения недостроенного центра прошла персональная выставка мексиканского художника Эрнесто Новело «Action and reaction».
Вторая площадка, «ZCAC Harla DireDawa», разместилась в деревне народности Харла (Harla/Dir) — небольшом населённом пункте, расположенном на холме примерно в 15 километрах от города Дыре-Дауа; на территории деревенской общины есть сразу несколько археологических памятников. В 2007 году данный участок земли был передан центру администрацией города. Следуя логике проекта в Аддис-Абебе, здесь также строятся «экологичные» здания из местных материалов. Школа «Zoma School», построенная в те же годы по инициативе Элис Уотерс (известна также как «Eice Waters Edible Schoolyard»), располагает пришкольным участком, на котором ученики учатся выращивать «органический сад»; его продукция полностью интегрирована в школьную программу питания.